# 巴西對德國 (2014年國際足協世界盃)
巴西對德國（德語：Fußball-WM-Halbfinale Brasilien – Deutschland 2014），是2014年世界盃足球賽的其中一場四強賽事，於2014年7月8日於巴西明尼路運動場舉行。德國在6分鐘內攻入4球，上半場已領先巴西5球。下半場更一度領先至7比0，巴西只能在比賽的補時階段射入1球。巴西最終以1比7落敗。德國中場當選比賽最佳球員。
巴西國家足球隊和德國國家足球隊在進行四強比賽前皆保持不敗。在巴西國家足球隊對陣哥倫比亞國家足球隊的八強賽事中，前鋒受傷，無緣於四強賽事上陣；隊長因累積滿兩張黃牌而需停賽一場。雖然巴西方面受傷停困擾，但外界仍認為此場比賽雙方實力十分接近，因兩隊皆是世界盃的傳統強隊，合共贏得八次世界盃冠軍。巴西與德國上一次交手是在2002年世界盃決賽，巴西以2比0擊敗德國，贏得第五次世界盃冠軍。
此場比賽創造了多項紀錄，例如成為入球最多的四強賽事。當屆的德國隊超越巴西隊成為世界盃歷史上入球最多的隊伍，亦是首支曾進入決賽8次的球隊；前鋒超越，成為世界盃歷史上累積入球最多的球員。巴西隊在此場失利後，主場62場不敗紀錄告終。上一次巴西隊於主場落敗，是在1975年美洲國家盃對陣秘魯，巴西以1比3落敗。1比7的比分亦追平巴西隊最大比數落敗的紀錄，另一場以6球差距落敗的比賽為1920年南美足球錦標賽，烏拉圭以6比0擊敗巴西。
國際上的媒體均稱這場賽事為「明尼路惨案」（葡萄牙語：Mineiraço），因為此場比賽勾起巴西人民「馬拉簡拿惨案」（葡萄牙語：Maracanaço）的回憶。德國晉級決賽後，以1比0擊敗阿根廷贏得世界盃冠軍；而巴西出戰季軍戰時，被對手荷蘭國家足球隊以3比0擊敗，最終只得第四名。

## 背景

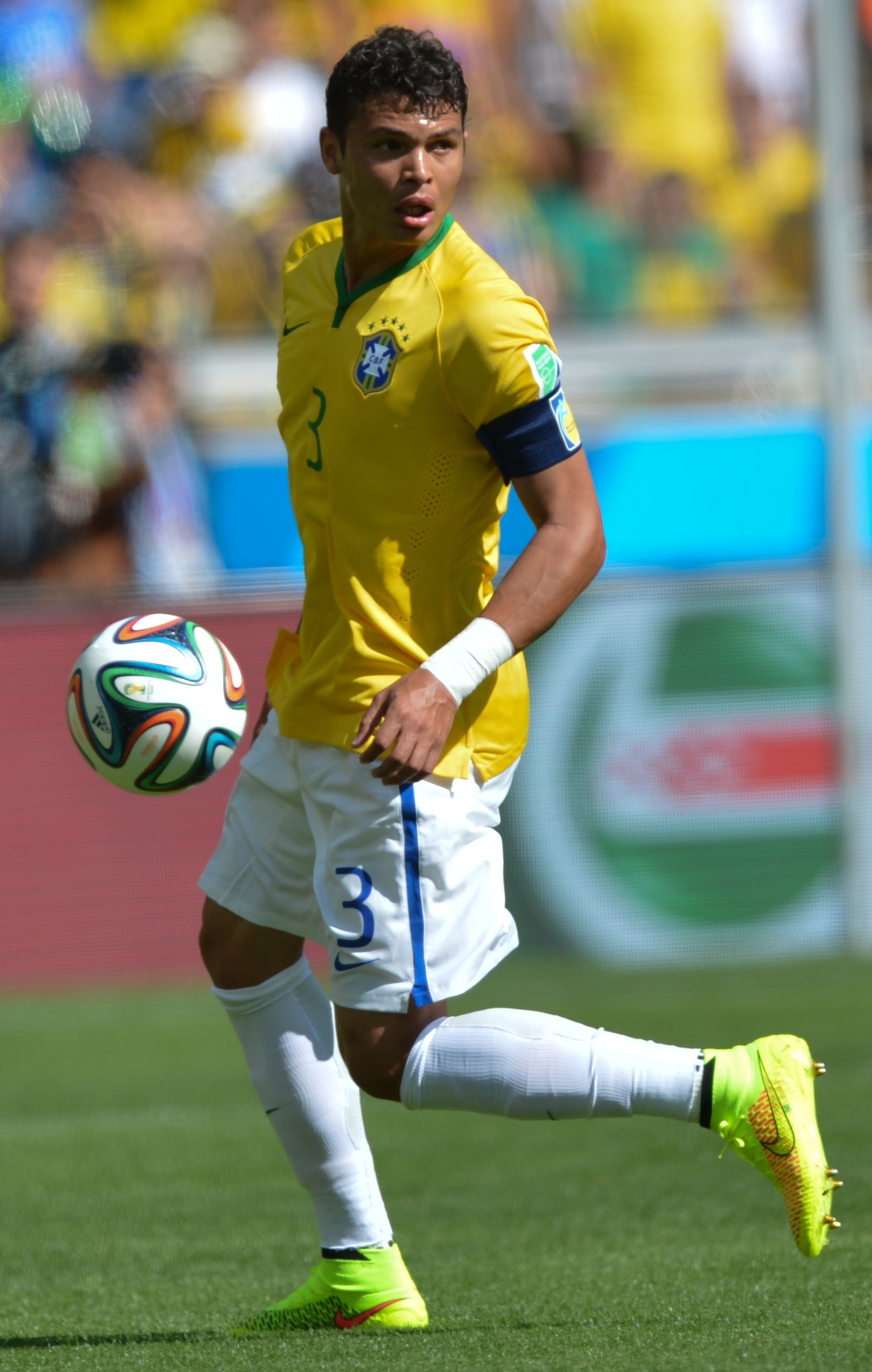
巴西隊的泰亞高·施華停賽上訴被國際足協駁回

巴西繼1950年世界盃後，再度主辦國際足協世界盃。巴西為五屆世界盃冠軍；而德國為三屆世界盃冠軍，但上一次奪標已是24年前。巴西自2002年奪冠來首次晉身世界盃四強的賽事，而德國則是自2002年亞軍開始破紀錄連續四屆晉身四強。巴西和德國在世界盃上皆七度闖進決賽，並列最多次進入決賽的隊伍，在2014年國際足協世界排名中，巴西排名第3，德國則排名第2，而賽前排名第一的西班牙已在小組賽爆冷出局，故兩隊是16強淘汰賽中排名最前面的兩隊，雙方皆是奪標的大熱。
自兩德統一至本場比賽前，巴西和德國雙方歷史上曾對賽21次，其中在國際足協的A級賽事中共9次碰面，巴西取得五勝二和二負的對戰優勢，而在世界盃上，兩國僅在2002年的決賽正面交鋒，當年巴西以2比0取勝。

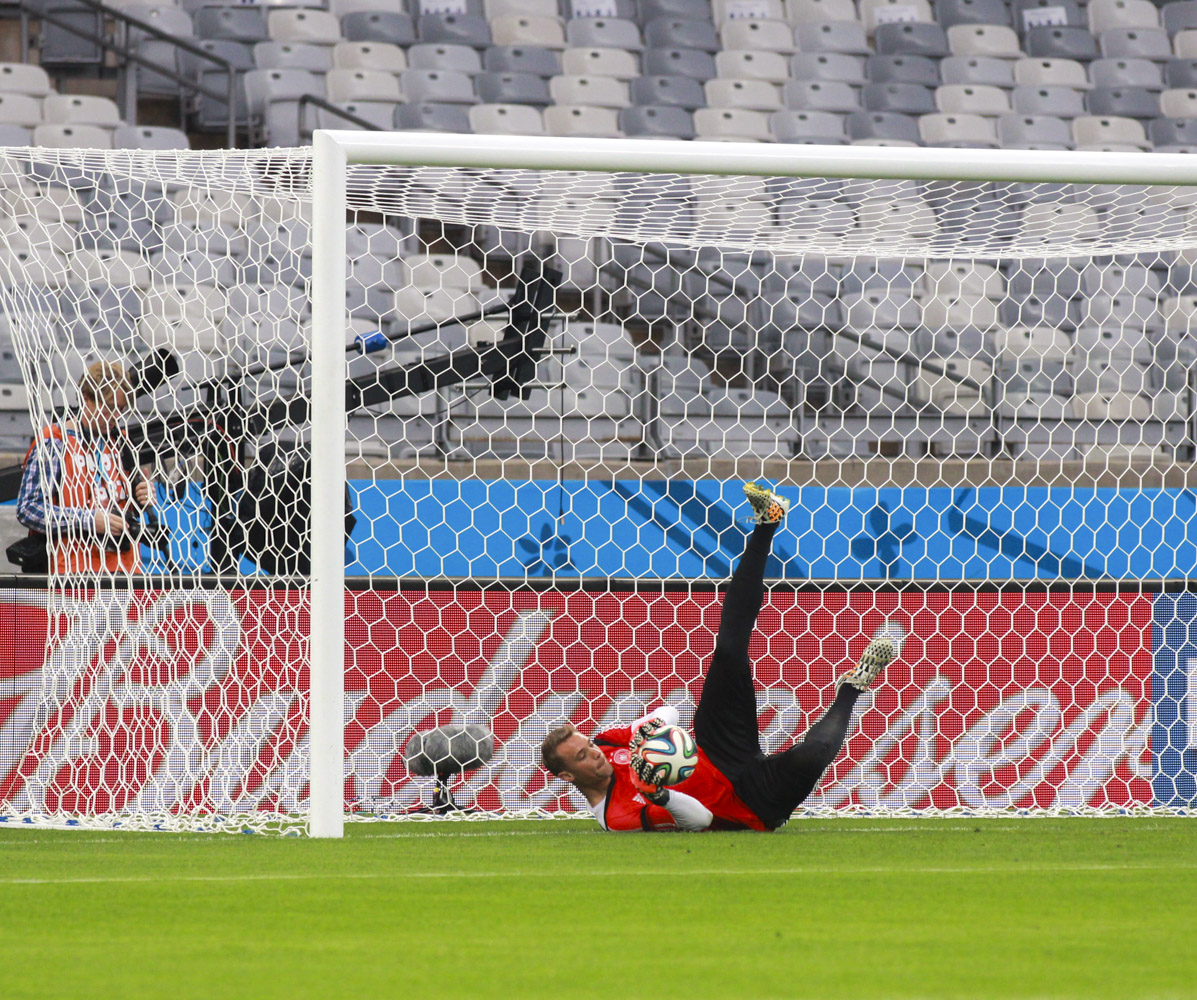
2014年7月7日，德國隊門將曼努埃尔·诺伊尔在比賽前進行練習

在分組賽中，巴西被編為A組，與克羅地亞、墨西哥和喀麥隆同組，巴西以2勝1和的戰績首名出線。在十六強賽事中，巴西以互射十二碼的方式淘汰智利，再於八強以2比1淘汰哥倫比亞，晉級四強。而德國在分組賽則被編為G組，與葡萄牙、迦納和美國同組，同樣是以2勝1和的戰績首名出線。於十六強賽事中，德國經過延長賽以2比1淘汰阿爾及利亞，再於八強以1比0淘汰法國，晉級四強。
巴西後衞兼隊長因累積滿兩面黃牌而需於本場比賽停賽，雖然巴西足球協會曾經嘗試上訴，但失敗告終。前鋒在對陣哥倫比亞賽事中腰椎骨折而缺陣。和分別頂替傷停的球員，首次於世界盃上陣。防守中場則頂替。對手德國則保持他們上一次對陣法國時的陣容。
賽前奏起巴西國歌時，巴西守門員和臨時隊長手持的球衣向他致意。賽前分析員相信即使巴西隊有多名傷停球員，坐擁主場之利的巴西有優勢，雙方實力仍十分接近。愛爾蘭博彩公司Paddy Power開出德國以7比1擊敗巴西的賠率為500/1，而美國數據分析網站FiveThirtyEight則指德國能取得7個入球的僅得0.022%。

## 比赛進程
雙方在比賽進行前皆保持不敗（巴西：3勝2和、德國：4勝1和）。本場主裁判為，本場比賽是他生涯最後一場執法的賽事。

### 上半場
雙方從比賽一開始便進攻。開場僅3分鐘，巴西的完成第一腳射門，然而沒能射正。德國的於4分鐘後接應從左側的傳中球試圖射門，但擊中隊友的屁股。第11分鐘，德國在一次由克羅斯主踢的角球攻勢中，於禁區內擺脫的防守，右腳推射破網，德國1比0領先。隨後，巴西嘗試進行反擊，但均以失敗告終，第17分鐘時，德國隊長拉姆於禁區內以一記漂亮的鏟斷，化解巴西的進攻，被放倒的馬塞洛試圖爭取十二碼未果，兩隊引發小衝突，但雙方均及時在有任何人領到黃牌之前結束爭論，僅有互相推了對方一下的馬塞洛和博阿滕被裁判口頭警告，而重播也顯示拉姆的確是先碰到球。
第23分鐘，穆勒發動突擊反越位成功，成功接應克羅斯的傳球並切入至6碼區但未能得手，穆勒在對方人員夾上來後傳球給後方跟上的，而克洛澤在麥孔和馬塞洛換防失誤（原本麥孔在看防克洛澤、馬塞洛則是自從穆勒前插後就跟著他，而在傳球後兩人原本打算交換防守對象，結果馬塞洛轉身時跌倒，麥孔也被他擋住而無法回到克洛澤身邊）下得到一個無人防守的機會後於禁區右側起腳，雖然被門將擋出，但球直接又滾回克洛澤腳下，克洛澤立刻補射成功，德國擴大優勢至2比0。這個入球令克洛澤超越，成為世界盃歷史上累積入球最多的球員。
在克洛澤入球後，巴西球員無法控制比賽，令克羅斯連續攻入2球。第一球是第24分鐘，克羅斯在中場將球轉交給身在中線右側的厄齊爾，厄齊爾隨即以一個漂亮的直線長傳將球穿過巴西隊的防線，交到了反越位成功的拉姆腳下，拉姆於右側推進至底線後傳中，當防守球員的目光全都放在德國目前進球最多的穆勒身上時，他明智的選擇直接放過這個已經送到腳前的傳中球（也可能是因為對方防守球員的壓迫讓他不能順利停球），由隊友來完成這波進攻。巴西在德國的這波進攻用了足足五個球員來盯防克洛澤和穆勒兩人，結果卻是從左側跟上的克羅斯在無人看管下球不着地射入，德國隊以3比0領先。
短短70秒後，巴西隊在德國進球慶祝結束後於中圈開球，開球回傳之後第一個持球的人是丹特，在凱迪拉不斷的向前施壓下，他隨即決定把球傳給，然而兩人都沒注意到克羅斯就在費爾南迪尼奧身後，兩人一陣推擠之下克羅斯成功斷球，他與凱迪拉進行配合後，巴西的防線被撕開，令他輕易地再射入1球，德國領先至4比0，克羅斯刷新了世界杯史上一個球員進兩球的最短間隔時間。經歷震撼世界的兩分鐘，此時直播畫面上可以看到部分巴西球迷已經無法控制自己的淚水。
下一波巴西的進攻，以運球時在赫韋德斯施壓下不慎將球踢出底線結束，隨後德國隊重新持球進攻，直到第29分鐘，路易斯在禁區邊緣將球用力踢出解圍，胡梅爾斯上前在中圈得球後開始大膽向前推進並一路突破兩個巴西球員，此時他運球中出現了空隙，路易斯和古斯塔沃兩人不約而同的決定拋下自己原先防守的球員（凱迪拉和克洛澤）去截下這個球，然而胡梅爾斯雖然最後沒能重新掌控好球，但至少及時趕在兩人夾上來之前把球從兩人中間送過去，而兩名巴西球員這個賭博式的攔截失敗讓巴西隊再次付出沉重的代價：凱迪拉得球後殺到禁區邊緣與厄齊爾進行配合，麥孔和丹特撲向凱迪拉後，凱迪拉傳球給反越位成功的厄齊爾，他從左側切入遭到三人（先前兩人加上守門員塞薩爾，最後一名後衛馬塞洛則是被迫跟著身處大空檔的克洛澤跑到禁區右側）包夾後回傳，得到空檔的凱迪拉在禁區十二碼點附近射入1球，是在6分鐘內攻入的第4球，擴大優勢至5比0領先。第32分鐘時，德國隊克羅斯一次射門，球擊中身在禁區內的巴西中場費爾南迪尼奧的上臂之後彈出底線，克羅斯以及凱迪拉向裁判投訴他以手觸球，但最後爭取十二碼未果，裁判只給了德國隊一個角球。
上半場30分鐘時德國已大幅領先至5比0，最後這個比數維持到上半場結束，而地主巴西隊於上半場甚至沒有一次射門是射正的。不少巴西的球迷看見球隊上半場的差劣表現感到震驚和傷心，紛紛落淚。因球場內發生零星的衝突，巴西警方需出動特種部隊維持秩序。

### 下半場
巴西於下半場開始時以和換下費爾南迪尼奧和浩克，希望加強攻力。其中保利尼奧的活躍表現的確給巴西隊帶來了幾次得分機會，然而德國門將先後救出、和的射門。
第60分鐘，德國差點擴大比分差距，不過巴西門將儒利奧．塞薩爾接連阻止了托瑪斯．穆勒兩次：他先是在禁區將穆勒的球鏟出底線；隨後在德國隊的角球攻勢中，穆勒在禁區邊緣接應克羅斯的傳球而得到空檔起腳射門，但他瞄準球門左上死角的射門又被塞薩爾驚險地擋掉。
第69分鐘，凱迪拉沿著右線推進，下底線後傳中到禁區邊緣的拉姆腳下，再往中間傳給後備上場的取得入球，令比數擴大至6比0，這波進攻中，巴西再次浪費了兩個防守球員（麥孔、路易斯）在看守穆勒上，結果舒勒輕鬆擺脫身旁僅有的一名防守球員（拉米雷斯）後前插得手。
10分鐘後，德國在中場線左側開界外球，此時穆勒已經從右側偷溜進巴西禁區，但丹特當下沒有注意到他，沒想到博阿滕大力一丟，球飛過兩個巴西球員的頭頂直接到了底線（發界外球的時候是不用考慮越位問題的），丹特和麥孔急忙上前對穆勒施壓，在角球點附近得球的穆勒馬上傳中給甩脫了路易斯的舒勒，他在禁區左側以一次強勁射門再次得手，比分為7比0，這波進攻中巴西已經確實把人力放在看管較危險的進攻球員上，但四名巴西防守球員依舊沒能擋下兩人的精彩配合，在這次進球後主場球迷為德國隊這次進球和出色的表現起立致敬。
完場前，德國隊一次反擊時，厄齊爾接應德拉克斯勒的傳球後一路殺到禁區邊緣，結果居然在晃倒了塞薩爾之後沒能把球射進空門，球從門柱旁滾出底線。正當德國隊還在惋惜這個差一點的進球時，巴西隊迅速的開出球門球，馬塞洛長傳給在中場線埋伏已久的進攻中場奧斯卡．多斯桑托斯，他在反攻下漂亮的晃過唯一跟上來的防守球員博阿滕，當著諾伊爾的面成功射進安慰性的一球，比分稍微追近為7比1，但已無濟於事。不久後，比賽結束，這是巴西隊繼1920年輸給烏拉圭6比0後最大的失利，也同時終結了他們62場主場不敗的戰績。為表達對球隊的不滿，主場球迷對巴西一眾球員發出噓聲，而球員們則流淚離場。
獲評選為這場比賽的最佳球員，他於比賽中三次射門中兩度得分，傳球成功率為93%，並且提供了一次直接助攻（給穆勒）和創造了兩個進球機會。表現奇差無比的巴西前鋒在70分鐘被換出時遭受主場支持者喝倒彩，他在本場賽事未能完成任何一次攔截、越人和跑動，唯一一次射正的射門是個軟弱無力的滾地球，而其大多數的傳球均是失球後於中圈開球。

## 賽事詳情
| 2014年7月8日 17:00 (UTC-3) |

| 巴西 | 1–7  | 德国                                  |
| ---- | ---- | ------------------------------------- |
| 90'  | 報告 | 11' · 23' · 24', 26' · 29' · 69', 79' |

| ，米內羅體育場 觀眾人數：58,141 ：（墨西哥） |

| 巴西 | 德國 |

| GK         | 12 |                                |     |     |
| RB         | 23 |                                |     |     |
| CB         | 4  | 队长                           |     |     |
| CB         | 13 |                                | 68' |     |
| LB         | 6  |                                |     |     |
| CM         | 17 |                                |     |     |
| CM         | 5  |                                |     | 46' |
| RW         | 7  |                                |     | 46' |
| AM         | 11 |                                |     |     |
| LW         | 20 |                                |     |     |
| CF         | 9  |                                |     | 70' |
| 後備球員： |    |                                |     |     |
| GK         | 1  | 謝佛遜                         |     |     |
| DF         | 2  |                                |     |     |
| MF         | 8  |                                |     | 46' |
| DF         | 14 |                                |     |     |
| DF         | 15 |                                |     |     |
| MF         | 16 |                                |     | 46' |
| MF         | 18 |                                |     |     |
| MF         | 19 |                                |     | 70' |
| FW         | 21 | 若昂·阿尔维斯·德·阿西斯·席尔瓦 |     |     |
| GK         | 22 |                                |     |     |
| 教練：     |    |                                |     |     |
|            |    |                                |     |     |

| GK         | 1  |      |  |     |
| RB         | 16 | 队长 |  |     |
| CB         | 20 |      |  |     |
| CB         | 5  |      |  | 46' |
| LB         | 4  |      |  |     |
| CM         | 6  |      |  | 76' |
| CM         | 7  |      |  |     |
| RW         | 13 |      |  |     |
| AM         | 18 |      |  |     |
| LW         | 8  |      |  |     |
| CF         | 11 |      |  | 58' |
| 後備球員： |    |      |  |     |
| GK         | 12 |      |  |     |
| DF         | 2  |      |  |     |
| DF         | 3  |      |  |     |
| MF         | 9  |      |  | 58' |
| FW         | 10 |      |  |     |
| MF         | 14 |      |  | 76' |
| DF         | 15 |      |  |     |
| DF         | 17 |      |  | 46' |
| MF         | 19 |      |  |     |
| GK         | 22 |      |  |     |
| MF         | 23 |      |  |     |
| 教練：     |    |      |  |     |
|            |    |      |  |     |

| 最佳球員： · （德國） 助理裁判： · 馬雲·多倫特拉（Marvin Torrentera） 墨西哥 · 馬高斯·昆得羅（Marcos Quintero） 墨西哥 · 第四球證： · 馬克·基格 美国 · 第五球證： · 馬克·赫德（Mark Hurd） 美国 | 比賽規則： - 90分鐘正規賽 - 如有需要將舉行30分鐘加時賽 - 如果仍平手，將開始互射十二碼 - 每邊12名入替球員 - 每邊可換3名入替球員上陣 |

### 技术统计
| 數據   | 巴西 | 德國 |
| ------ | ---- | ---- |
| 進球   | 1    | 7    |
| 射門   | 18   | 14   |
| 射正   | 8    | 10   |
| 控球率 | 53%  | 47%  |
| 角球   | 7    | 5    |
| 犯規   | 11   | 14   |
| 越位   | 3    | 0    |
| 黃牌   | 1    | 0    |
| 紅牌   | 0    | 0    |

## 纪录

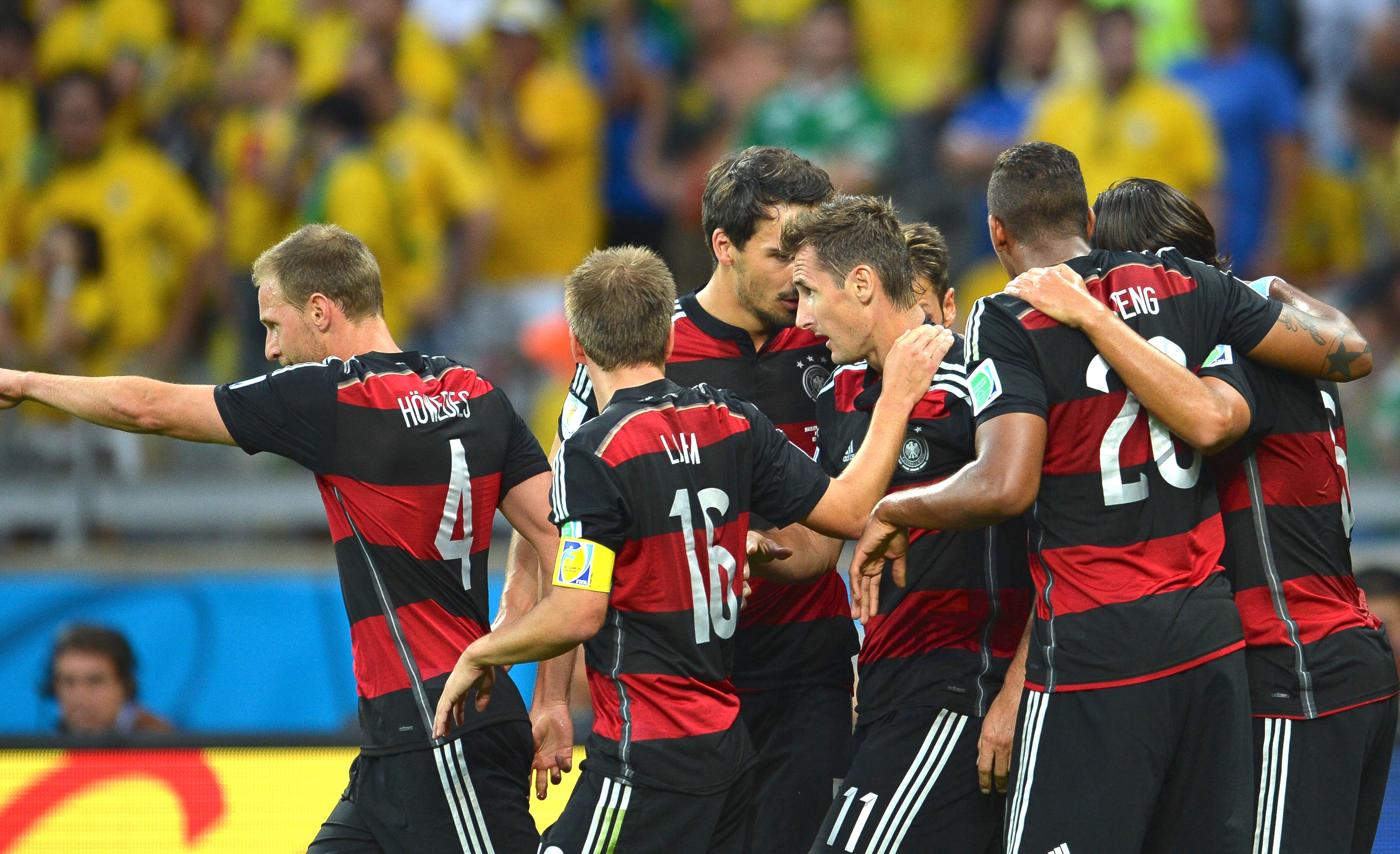
德国球员庆祝前锋克洛泽将比分扩大到德国2比0巴西并刷新世界杯个人进球记录至16球。

本場比賽創下多個紀錄。首先，這是世界盃半決賽史上最懸殊的比分，也是主辦國在單場比賽中最慘重的失利 。在這場比賽結束後，本屆世界盃的入球總數達至167球，是繼1998年世界盃後的新高。兩隊在這場比賽中18次射正，成為在這屆世界盃內於法定時間內最多次射門射正的比賽。此外，德國隊於6分鐘內一舉取得4個進球，是世界盃有史以來最快攻入4個入球的球賽。在1954年和1982年，奧地利和匈牙利分別用了7分鐘的時間打入4個進球。同時，德國在這場比賽中取得7個入球，也追平了1954年世界盃期間奧地利以7比5擊敗瑞士的對東道主取得最多入球的紀錄。還有，德國隊在本場比賽的7個入球使得他們超越巴西，以223個入球成為世界盃歷史上取得最多入球的球隊。德國擊敗巴西晉身決賽後，他們也甩開並列的巴西，獨自成為最多次躋身世界盃決賽的隊伍。
對巴西來說，這場比賽是繼1920年被烏拉圭以6比0擊敗後另一場最大的敗仗，這同時也是最大的主場失利。另一方面，這場比賽結束了巴西62場主場不敵的紀錄，他們上一次在主場輸給對手是在1975年的美洲國家盃中以1比3敗給秘魯。此外，這是巴西第二次於半決賽止步，他們上一次於該階段出局是在1938年被意大利淘汰。這還是巴西於主場失球第二多的比賽，在1934年6月3日對南斯拉夫的友賽中，他們被對手轟入8球。在之前，他們被攻入3球或以上是20世紀的事：在1938年世界盃，他們以6比5險勝波蘭、在1954年世界盃以2比4不敵匈牙利以及在1998年世界盃決賽以0比3輸給法國。
德國隊方面，這場比賽的獲勝使得他們成功出線決賽，若將西德的成績包括在內，這是該國史上第八次闖進世界盃決賽，是最多次參與決賽的球隊。同時，這場比賽是德國的第12場世界盃半決賽，也是第一隊於半決賽拿下7個入球的球隊。在世界盃歷史上，半決賽曾三度出現一隊球隊取得6個入球的紀錄，分別為1954年西德以6比1狂勝瑞士，以及1930年烏拉圭和阿根廷以同樣的比數大勝南斯拉夫和美國。此外，德國在這場比賽的上半場就領先5球，也是世界盃半決賽史上前所未見的。之前半場比分差距最大的紀錄也是由德國創下的，當時他們在2002年世界盃對沙地阿拉伯的分組賽以4比0完成上半場，並最終以8比0取勝，值得一提的是，那也是克洛澤第一場世界盃比賽和第一次世界盃進球，他也是當時德國陣中唯一還能入選本屆世界盃陣容的球員。如將歷屆世界盃決賽週的所有比賽包括在內，巴西是第三隊在上半場丟掉5球的隊伍，此前兩隊分別為1974年對南斯拉夫的薩伊及1974年對葡萄牙的海地。
在個人方面，德國隊於這場比賽的勝利意味著前鋒取得其職業生涯中的第16場世界盃勝仗，追平了前巴西國家隊成員卡富獲得最多次世界盃勝仗的紀錄 。同時，這場比賽是克洛斯的第23場世界盃賽場，令他與意大利球星齊名，成為於世界盃賽事上陣次數第二多的球員，居於首位的是同樣來自德國的 。不過，克洛澤是於淘汰賽中最多次披甲上陣的球員，次數為13次。同時，他也是唯一一位4次於世界盃半決賽出戰的球員。在這場比賽中，他取得一個入球，令他於世界盃的累積入球總數達到16個，是為歷屆世界盃中取得最多入球的人。其隊友於本場比賽11分鐘取得的入球是德國隊自組成後的第2000個入球。與此同時，他也是世界盃歷史上第三個分別於兩屆賽事中取得5個入球或以上的球員，也是繼克洛澤後史上第二個能連續於兩屆世界盃進五球的人。另外，分別於24和26分鐘攻入的進球相隔僅69秒，是世界盃史上最快的梅開二度。

## 反響

### 同行評論

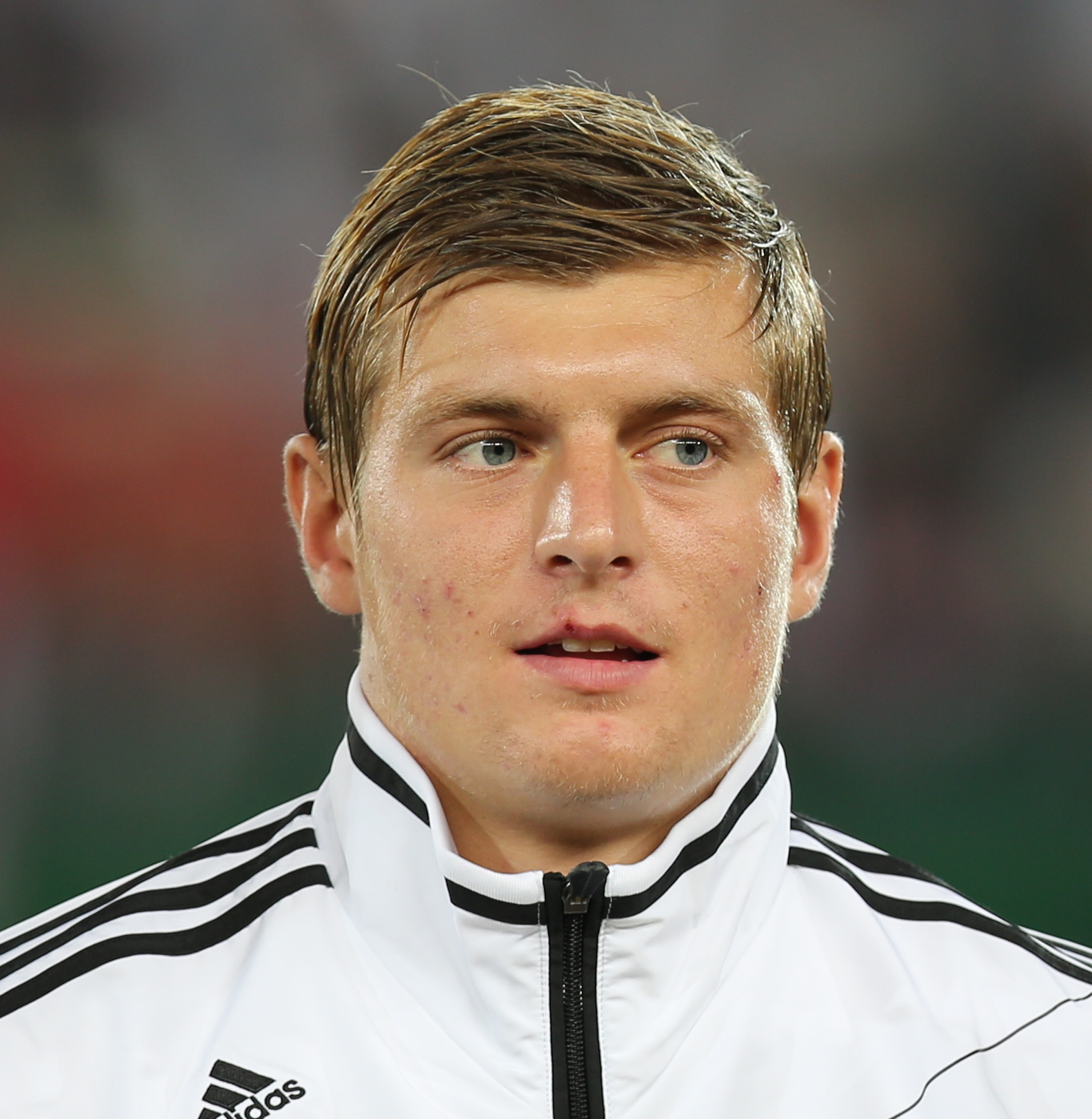
當選本場比賽最佳球員的托尼·克罗斯於69秒內攻入兩球，成為世界盃歷史上最快梅開二度的球員。他於賽後表示巴西隊盡了他們的努力，但同時認為他們並不在最佳狀態。

懸殊的賽果引起了球圈的震驚。因傷而未能出戰的巴西前鋒在家通過電視直播觀看這場比賽，當比數擴大至7比0時，他選擇關上電視並去打撲克牌。領隊於賽後稱這是巴西隊有史以來「最慘烈的敗仗」以及他人生中「最難過的一天」，為承擔球隊落敗的責任，他會於世界盃完結後辭退。代替席爾瓦出任隊長的後衛和門將於賽後向巴西民眾道歉。被主場支持者報以噓聲的說這球場是他和隊友們經歷過最大的失利，他在世界盃落幕後宣佈退出國家隊。傷癒復出後，內馬爾表示會繼續支持其隊友，並對作為國家隊成員一份子引以自豪。
另一方面，德國隊在半場取得5比0的巨大優勢後則選擇踢得比較收斂。後衛向記者表示這是隊友們於中場休息時決定的：「我們說得很清楚，在下半場比賽的時候會我們保持對比賽的專注度，而不是去刻意羞辱他們。你必須要尊敬你的對手，我們也沒有認為打出這樣的比分就是非常重要的，重要的是我們打好自己的比賽」。儘管如此，德國隊是在下半場取得兩個入球，但球員們僅高舉雙臂慶祝，並沒有跳跃或大叫。領隊指球隊有「明確而堅決的戰術佈署」，而之所以出現大勝是因為巴西球員在落後方寸大亂，德國隊則「處之泰然」所致。獲選為本場比賽最佳球員的認為巴西隊盡了他們的努力，而球隊的致勝關鍵是基於出色的控球和能夠把握入球機會。雖然取得大捷，勒夫表示球員不會因此得意忘形，並會專注於接下來的決賽。
德國人賽後向巴西給予安慰。勒夫、和稱對巴西於半決賽出局的心情表示理解，因德國也曾以東道主身份在2006年世界盃的半決賽止步。拉姆及後在訪問中補充在這場比賽過程中他因巴西隊連接犯錯而落敗感到「並不好過」且「不覺高興」。勒夫相信巴西隊在這場比賽受盡外來壓力而失準，故希望他們能夠忘記失利，以捲土重來。
巴西一代球王於Twitter中寫道：「我不時說足球是充滿驚喜的盒子，沒有人能預計到會出現這樣的賽果」，又相信巴西隊能在來屆的世界盃第6度問鼎冠軍。前國家隊隊長指「球員們以為冠軍已是囊中之物」終使得球隊大敗收場，並讚揚德國隊的發揮以及批評斯科拉里的戰術安排「猶如自殺」。1994年冠軍隊主力前鋒羅馬里奧對賽果感到憤怒，斥責於本場比賽中上陣的八成巴西球員是球隊「永遠的傷疤」，而且「不配再穿上國家隊球衣」，並將這場慘敗歸咎於巴西足球協會的腐敗無能。阿根廷領隊薩維利亞對宿敵巴西的大敗抱以同情，稱「足球就是不可理喻的」。不過，同樣來自阿根廷的名宿則在賽後唱歌譏笑巴西的大敗。

### 社會

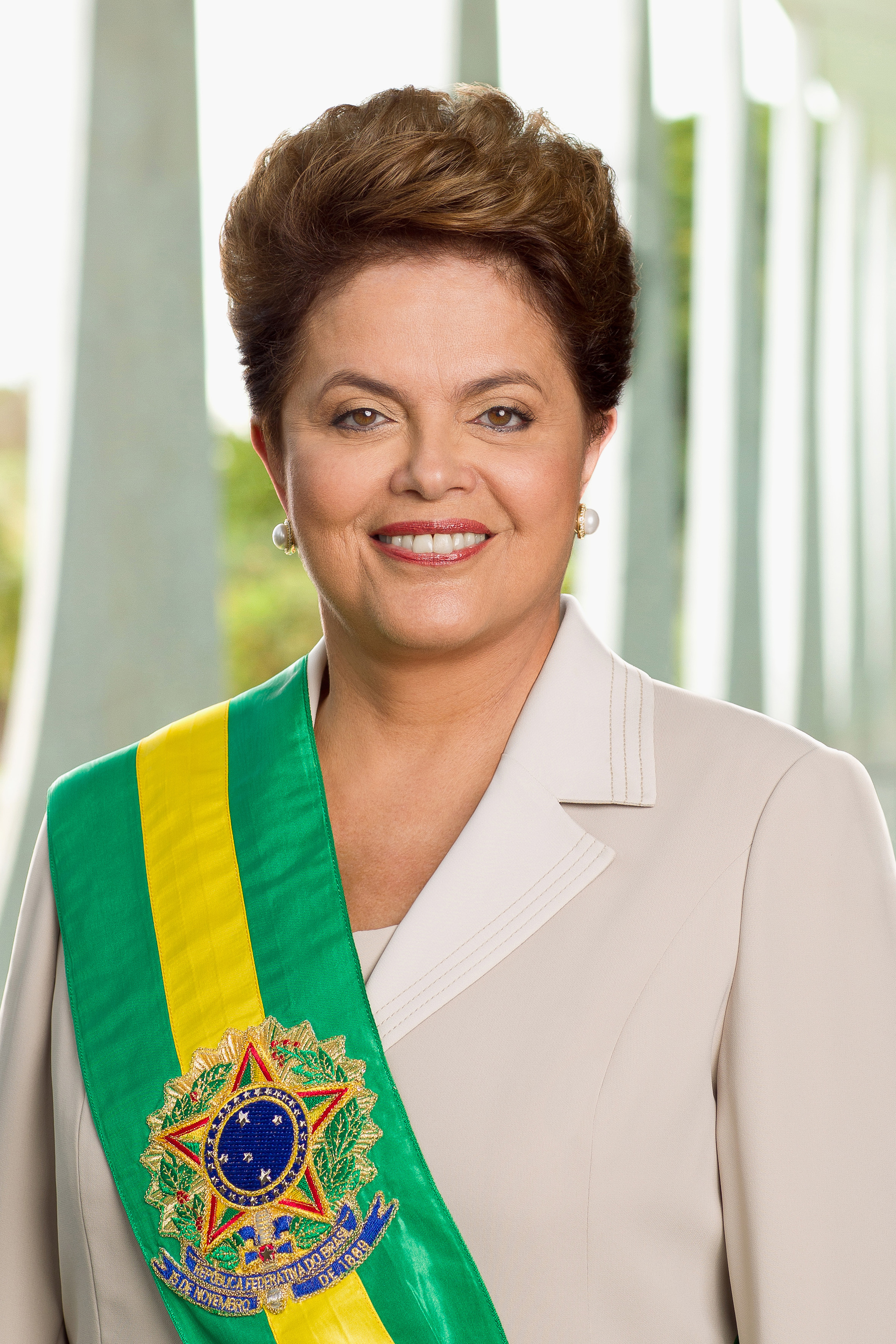
巴西總統迪爾瑪·羅塞夫於賽後在Twitter上表示對失利「非常非常難過」。

在德國，德國電視二台直播這場賽事，最終共吸引3.257億人收看，收視率為87.8%，是該國歷史以來最多人觀看的電視節目。這紀錄於5日後的決賽再被刷新。與高歌凱進的德國相反，在巴西則是一次次刺痛，每當德國隊取得入球時，這比賽的觀看人數而隨之下滑。本場比賽驚人的賽果也引起互聯網上的熱議。比賽舉行當天，全球共發出了3.56億條推文，這超越了第48屆超級盃2.49億條推文的紀錄 。當巴西隊在開賽初段落後時，巴西觀眾臉上已經難掩失落，主題標籤多以「#替巴西祈禱」（#PrayForBrazil）為主。然而，當球隊被攻入五球，巴西用戶開始從沮喪變成自嘲，以諷刺球隊差勁的表現。另一方面，Twitter用戶對德國完全控制比賽的局面感到驚嘆，將球隊類比作第二次世界大戰時的德軍。大量經修改的圖片被網民轉載，比如各種數字的變形、基督山上的基督像在痛哭以及德國隊門將因巴西隊久久沒有攻門而坐下來看書，這些圖片也被轉發上萬次。國家隊的大敗還引起巴西民眾對政府和總統迪爾瑪·羅塞夫的不滿。早在世界盃展開前，民眾就對政府為舉辦賽事而動用大量資金興建球場感到不快。隨著巴西隊的大敗，民眾的不滿情緒更為明顯。在比賽結束後，大量巴西人咒罵羅塞夫下地獄。為平息民憤，羅塞夫於Twitter上致歉：「和大家一樣，我對失利非常非常難過，我對你們所有人表示十分抱歉」。
這場比賽讓巴西人聯想起「馬拉簡拿之痛」。「馬拉簡拿之痛」是指1950年世界盃上東道主巴西成功躋身決賽，該決賽由四支球隊進行單循環比賽，最終積分居首的即為冠軍。巴西於首兩輪賽事獲勝，他們只需要餘下對烏拉圭的比賽中守和即可奪標。然而，巴西最終以1比2失利，失落冠軍。此後，「馬拉簡拿之痛」標誌著巴西足球史上的恥辱。在本場賽事中，巴西同樣以主辦國的身份遭到大敗，故該國傳媒稱這敗仗為「明尼路之痛」。於「馬拉簡拿之痛」擔任門將的是阿西尔·巴博萨，其女兒指父親成為比賽失利的代罪羔羊，民眾亦把其畢生的功勞抹煞。於「馬拉簡拿之痛」攻進致勝入球的阿爾基得斯·吉賈認為「馬拉簡拿之痛」和「明尼路之痛」也為巴西人民帶來了心理創傷，但前者造成的傷害較大。
雖然遭到大敗，但是人們似乎處於呆滯中，在巴西的各個城市大致還是比較平靜，只出現零星騷動。在里約熱內盧，有黑幫趁機搶劫，而在聖保羅則有市民在比賽結束前燒巴西國旗和巴士泄憤。另外，為防止賽後出現的足球流氓暴力洩憤，會方召集了防暴警察，保護進場觀賽的德國球迷安全，當晚並護送他們離開球場。報導還指，其實離場當下德國人在賽後仍鼓勵東道主的球迷，表現出尊重與打氣的態度，反之死對頭阿根廷同是南美國家，在巴西觀賽的支持者則大肆慶祝和嘲笑巴西的慘敗，引發了暴動。

### 傳媒
比賽翌日，巴西的主流報章均以慘敗作為封面報導。《Lance!》以「史上最大恥辱」為大字標題，《聖保羅頁報》稱這是「歷史性的恥辱」，而《世界報》則感嘆巴西「已被殺死」。德國的《圖片報》以「瘋狂的7比1」為標題，法國的《隊報》則以「災難」來形容巴西隊的潰敗。英國的《天空體育》宣稱比賽令人感到「異常的尷尬」，並相信巴西人需要多年時間才能忘記這場比賽。美國的《ESPN》指強大的巴西隊遭到如斯慘敗實在令人難以置信，同時表揚德國隊傑出的表現。
此外，英國的《衛報》指巴西隊的這場大敗是世界盃主辦國歷來最慘烈的敗仗，《獨立報》認為這是巴西足球史上最黑暗的一夜。《BBC》駐里約熱內盧的記者指這場比賽後所有的巴西人都埋沒在震驚和尷尬之中。足球記者提姆·韋利認為巴西一直沉醉於過去輝煌的歷史，忽視與列強的實力差距已日漸縮少終至大敗而回，故希望巴西隊經歷這次慘敗後能重新審視與各國的水平差距，以作以部署。
事實上，巴西傳媒曾試圖從戰術和用人等方面分析球隊大敗的原因。《聖保羅頁報》指斯科拉里在這場比賽使用的球員大多為的一員，但他們要麼不在狀態，要麼未曾踢過世界盃。此報還指出球隊過份依賴，一旦他缺陣球隊的攻力則大為下降。另外，為解決因未能上陣下攻力下降的問題，斯科拉里派出前鋒上陣，此舉被《聖保羅頁報》批評是錯的，該報主張面對德國隊強大的中場時更應增添中場力量才是「理性的」。其它國家的評論員也有類似見解，英國《每日郵報》認為巴西隊於當屆世界盃的表現並不理想，不論在分組賽和兩場淘汰賽均艱辛地取勝，當在半決賽面對強大的德國隊時自然相形見絀。《每日電訊報》也指出巴西隊的中場力量不足使得德國隊的、和能輕鬆地壓抑巴西隊的中場線，賽前巴西隊的助教也曾提議過要以防守較佳的威廉或拉米雷斯來填補內馬爾的位子。《衛報》分析指斯科拉里未有另外使用球員換走表現不佳的後衛和是巴西兵敗如山倒的主因，其中丹特前幾場表現顯然不及席爾瓦，而先前表現不差的路易斯在這場接手隊長職位卻是讓人意想不到的犯了許多低級失誤：主要是他常常進行一些賭博式的長傳以及多次拋下自己原本看防的球員去包夾持球者，多次導致隊伍失去球權或者布陣大亂。美國《CNN》另外指出邊後衛承擔進攻任務使巴西隊的防守更為薄弱、在參與進攻時沒有辦法一個人處理過大的防區：德國隊在克洛澤進球後，把左翼厄齊爾調到右路來對馬塞洛的防區施壓，而巴西隊的後防球員們並沒有立刻對此次變陣做出反應，這是導致他們六分鐘內連掉四球的最大原因。另外，角色定位不明確的（他的長處在於能協助多種戰術的運作，但不是像內馬爾一般能長時間持球和防守球員對峙並突破的前鋒）欠佳的進攻表現也是巴西隊大敗的成因。

## 後續
巴西隊於本場賽事後的4日與荷蘭爭取季軍，最終以0比3失利，僅獲殿軍。巴西隊於整屆世界盃賽事中一共丟掉14球，是歷次參加世界盃以來失球最多的一次，也是繼比利時於1986年世界盃失15球後，失球最多的球隊。另一方面，德國隊於決賽以1比0小勝阿根廷，奪得冠軍。這是德國自統一後的首個世界盃冠軍，也是包括西德時期以來的第四個冠軍 。儘管德國隊曾大勝巴西，但考慮到不想宿敵阿根廷奪冠，加上德國隊在7比1賽後仍講求運動精神的態度，巴西人在決賽期間是普遍支持德國隊的。
巴西隊先後於半決賽及季軍賽連接落敗，是1940年後第一次遭逢主場兩連敗。7月15日，巴西領隊路易斯·菲利佩·斯科拉里辭去職務。兩星期後，巴西足球協會宣佈會由鄧加接任。這是他第二次執教巴西隊，此前他曾在2006年至2010年期間手持教鞭，直至球隊於2010年世界盃八強不敵荷蘭出局。他後來在2016年的百年美洲盃中因未能帶領巴西隊於分組賽出線而再次離職。
震撼於巴西對德國的大敗，第二日的四強賽事荷蘭對阿根廷時雙方都比之前的比賽踢得比較保守。結果雙方連加時共120分鐘都互無紀錄，最終阿根廷在互射十二碼階段以4-2淘汰荷蘭晉級決賽。

## 外部連結
- 2014年國際足協世界盃準決賽（巴西對德國）賽事全場片段足本重溫 （页面存档备份，存于）